# 戈希齊齊納河
54°36′18″N 18°09′37″E / 54.6049°N 18.1602°E

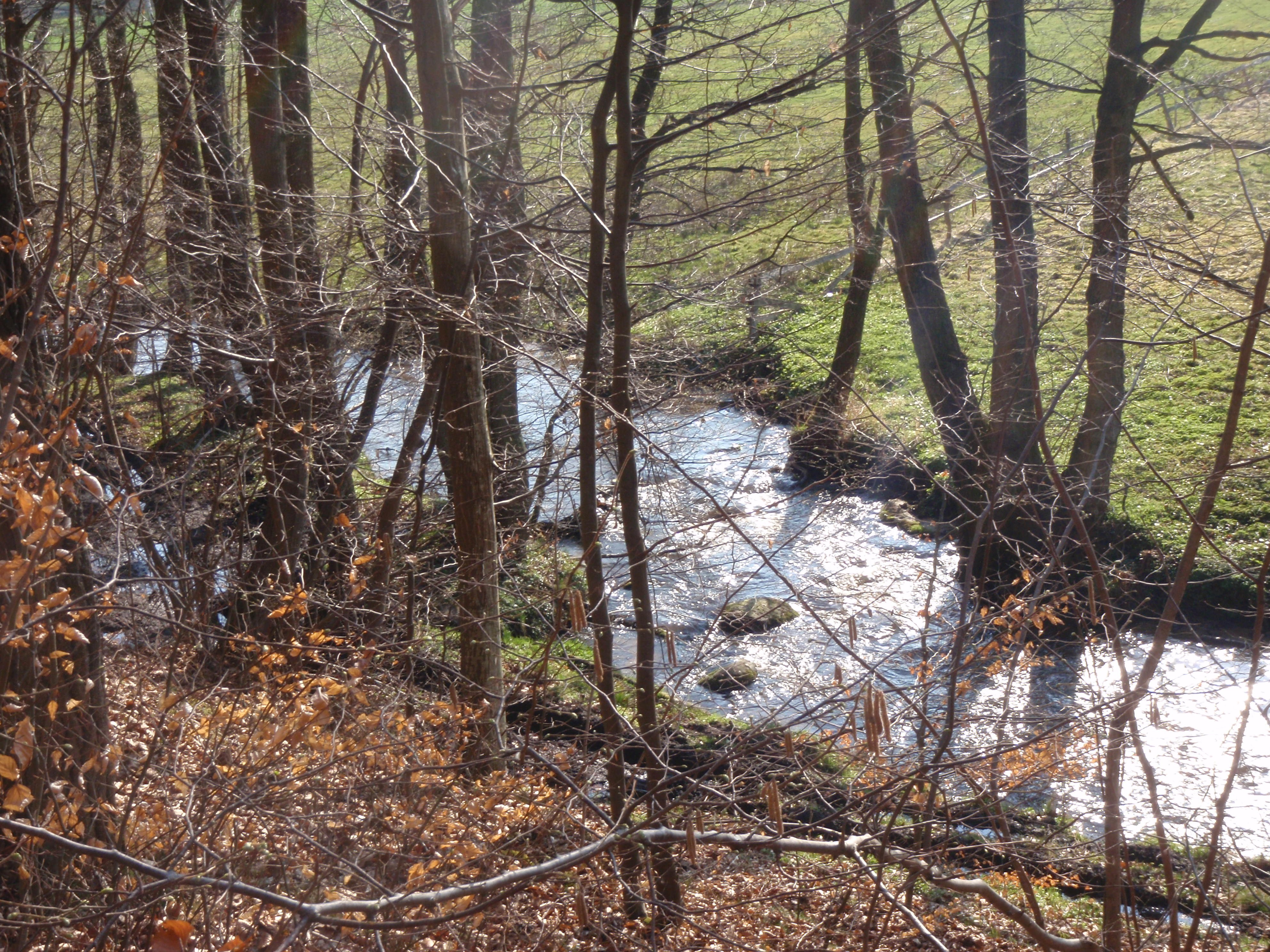

戈希齊齊納河是波蘭的河流，位於該國北部，處於濱海省，流經韋伊海羅沃縣，屬於博爾謝夫卡河的支流，河道全長34公里，河口處在韋伊海羅沃附近。